# فهرست قبایل ریگودیک
فهرست قبایل ریگودیک (انگلیسی: List of Rigvedic tribes):
- براتاها
- پادشاهی کورو